# Газ-Сале
Газ-Сале — упразднённое село в Тазовском районе Ямало-Ненецкого автономного округа России. В 2025 году включено в состав посёлка Тазовский и исключено из учётных данных.

## География
Село расположено в центре восточной части Ямало-Ненецкого автономного округа, на юго-западе Тазовского района, на левом берегу реки Таз, в 34 км по дороге (в 16 км по прямой) к юго-востоку от районного центра, посёлка Тазовского.

## История
В 1962 году было открыто крупнейшее Тазовское нефтегазоконденсатное месторождение. 16 июля 1963 года была образована Тазовская нефтегазоразведочная экспедиция, базой нефтеразведчиков стал посёлок, который в начале состоял из пяти балков. Изначально он носил имя скважины-первооткрывательницы месторождения Р-2. К августу 1974 года в поселке было уже построено 24 жилых дома, численность населения составляла 1152 человека и он был переименован в Газ-Сале.
С 2004 до 2020 гг. образовывало одноимённое муниципальное образование село Газ-Сале со статусом сельского поселения как единственный населённый пункт в его составе. В 2020 году поселение было упразднено в связи с преобразованием муниципального района в муниципальный округ.
Законом Ямало-Ненецкого автономного округа от 27 ноября 2020 года, вступающим в силу с 1 января 2025 года, село упраздняется и включается в состав посёлка Тазовский. За 2020—2025 годы власти планируют переселить в посёлок жителей села, где аварийными признаны 80 % жилищного фонда.

## Население
| 1989  | 2002  | 2003  | 2010  | 2011  | 2012  | 2013  |
| ----- | ----- | ----- | ----- | ----- | ----- | ----- |
| 4937  | ↘2146 | ↘2089 | ↘1940 | ↗1945 | ↗1955 | ↘1917 |
| 2014  | 2015  | 2016  | 2017  | 2018  | 2019  | 2021  |
| ↘1868 | ↘1827 | ↘1789 | ↘1735 | ↘1702 | ↗1721 | ↘1692 |

## Экономика
По состоянию на 2019 год градообразующих предприятий в Газ-Сале не было, в основном население было занято в бюджетной сфере. Многие сельчане жители ездили на работу в Тазовский либо работали на вахтах.
В июне 2021 года «Газпром нефть» начала промышленную добычу углеводородов на Тазовском месторождении. В сентябре 2020 года у берега Тазовской губы Карского моря вблизи села появилась плавучая установка по производству метанола компании «Флотметанол».

## Образование
Детские дошкольные учреждения, кол-во/мест — 2/160;
Школы образовательные, кол-во/мест — 1/784;
Численность учащихся в ОО школах, чел. — 390;
Численность преподавателей ОО школ, чел. — 45.

## Транспорт
Связь с «большой землей» осуществляется посредством автомобильной дороги Газ-Сале — Новый Уренгой. В поселке базируется филиал авиатранспортной компании «Ямал», осуществляющий грузовые перевозки.
От ближайшей ж/д станции — 210 км; от ближайшего аэропорта — 300 км; от речного порта (причала) — 280 км.

## Улицы
- 40 лет Победы ул
- Воробьева ул
- Геологоразведчиков ул
- Заполярная ул
- Калинина ул
- Ленина ул
- Молодёжная ул
- Подшибякина ул
- Русская ул
- Тазовская ул
- Школьная ул
- Юбилейный мкр
- Юрхаровская ул
- Ямбургская ул